# Хотминівка
Хотми́нівка — село в Україні, у Глухівській міській громаді Шосткинського району Сумської області. Населення становить 55 осіб. До 2020 орган місцевого самоврядування — Привільська сільська рада.

## Населення

### Мова
Розподіл населення за рідною мовою за даними перепису 2001 року:
| Мова       | Кількість | Відсоток |
| ---------- | --------- | -------- |
| українська | 53        | 96.36%   |
| російська  | 2         | 3.64%    |
| Усього     | 55        | 100%     |

## Географія
Село Хотминівка розташоване на березі річки Есмань, вище за течією на відстані 1 км розташоване село Вознесенське, нижче за течією на відстані 2 км розташоване село Годунівка.
На річці невелика загата.
Поруч пролягає автомобільний шлях М02 (E101).

## Історія
12 червня 2020 року, відповідно до розпорядження Кабінету Міністрів України № 723-р «Про визначення адміністративних центрів та затвердження територій територіальних громад Сумської області», село увійшло до складу Глухівської міської громади.
19 липня 2020 року, в результаті адміністративно-територіальної реформи та ліквідації Глухівського району, село увійшло до складу новоутвореного Шосткинського району.

#### Російське вторгнення в Україну (з 2022)
8 серпня 2024 року ворог з території рф скинув 6 КАБів: три - на с. Заруцьке, два - на Привілля та один - на Хотминівку.

## Відомі люди
- Кульбака Петро Леонтійович — (1902—1971) — партизан Німецько-радянської війни, Герой Радянського Союзу (1944).